# Cairbre Lifechair
Cairbre Lifechair ("Amor del Liffey"), hijo de Cormac mac Airt, fue, según leyenda irlandesa medieval y tradición histórica, un Rey Supremo de Irlanda. Llegó al trono después de la muerte de Eochaid Gonnat. Durante su reinado Bresal Belach era rey de Leinster, y rechazó para pagar el bórama o tributo en ganado al Rey Supremo, pero Cairbre le derrotó en la Batalla de Dubchomar, y de entonces cobró el bórama sin batalla.

## Reinado
Según el texto de siglo VIII conocido como La Expulsión de los Déisi, Cairbre tomó el trono cuándo su padre Cormac fue cegado por Óengus Gaíbúaibthech de los Déisi, ya que iba contra la ley que un rey tuviera cualquier mácula física. Las crónicas indican que Eochaid Gonnat sucedió a Cormac, pero fue rápidamente sucedido por Cairbre tras su muerte en batalla.
Según Cath Gabhra (La Batalla de Gabhra), una narración del Ciclo feniano de la mitología irlandesa, Cairbre se casó con Aine, hija de Fionn mac Cumhaill. Durante su reinado, sus hijos Fiacha Sraibhtine y Eochaid Doimlen mataron a Óengus Gaíbúaibthech. Para lograr la paz, Cairbre promete a su hija, Sgiam Sholais, a un príncipe de los Déisi. Aun así, los fianna demandan un tributo de veinte barras de oro, que afirmaban era el pago habitual en tales ocasiones. Cairbre considera que los fianna han adquirido demasiado poder y convoca un enorme ejército de Úlster, Connacht y Leinster. A ellos se une Goll mac Morna y sus seguidores, que se vuelven contra sus camaradas fianna, pero Munster y los Déisi combate con los fianna. El ejército de Cairbre gana la Batalla de Gabhra, pero Cairbre cae en combate singular contra el nieto de Fionn, Oscar, que muere de sus heridas poco después. El propio Fionn muere en la batalla, o había muerto en el Río Boyne el año anterior. Los únicos supervivientes entre los fianna son Caílte mac Rónáin y Oisín, el hijo de Fionn.
Cairbre había gobernado durante diecisiete, veintiséis o veintisiete años. Fue sucedido por Fothad Cairpthech y Fothad Airgthech, hijos de Lugaid mac Con, gobernando conjuntamente. La cronología de Geoffrey Keating Foras Feasa ar Éirinn data su reinado entre 245–272, los Anales de los Cuatro Maestros entre 267–284.